# Chuck (Sum 41)
Chuck is het derde studioalbum van de Canadese rockband Sum 41. Het album kwam op 12 oktober 2004 uit. Het is het laatste album met leadgitarist Dave Baksh welke de band verliet op 11 mei 2006 vanwege "creatieve verschillen" waarop hij verderging met zijn band Brown Brigade.
Het album is vernoemd naar Charles "Chuck" Pelletier, een vredeshandhaver van de Verenigde Naties. Hij hielp de band evacueren uit een onder vuur genomen hotel in Bukavu in de Democratische Republiek Congo waar ze een documentaire maakte met War Child Canada. Hun ervaringen zijn te zien op de dvd Rocked: Sum 41 in Congo.
De band won de Juno Award voor Beste Rock album van het jaar voor Chuck in 2005. Het album werd platinum in Canada en goud gecertificeerd in de Verenigde Staten.

## Nummers
| 1.                 | Intro                         | 0:46 |
| 2.                 | No Reason                     | 3:04 |
| 3.                 | We're All to Blame            | 3:38 |
| 4.                 | Angels with Dirty Faces       | 2:23 |
| 5.                 | Some Say                      | 3:26 |
| 6.                 | The Bitter End                | 2:51 |
| 7.                 | Open Your Eyes                | 2:44 |
| 8.                 | Slipping Away                 | 2:29 |
| 9.                 | I'm Not the One               | 3:34 |
| 10.                | Welcome to Hell               | 1:56 |
| 11.                | Pieces                        | 3:02 |
| 12.                | There's No Solution           | 3:18 |
| 13.                | 88                            | 4:39 |
| 14.                | Noots (Internationale editie) | 3:51 |
| Totale duur: 37:59 |                               |      |

| Nr. | Titel             | Duur |
| --- | ----------------- | ---- |
| 14. | Noots             | 3:51 |
| 15. | Moron             | 2:00 |
| 16. | Subject to Change | 3:17 |

| Nr. | Titel                                       | Duur |
| --- | ------------------------------------------- | ---- |
| 14. | Get Back (Sum 41 Rock Remix) (met Ludacris) | 4:13 |

## Bezetting
- Deryck Whibley - leadzang, slaggitaar, keyboard, piano, mellotron
- Dave Baksh - leadgitaar, achtergrondzang
- Jason McCaslin - basgitaar, zang
- Steve Jocz - drums, percussie

## Hitlijsten

### Ultratop 50
| "Chuck" in de Vlaamse Ultratop 50 Alternatieve albums - binnen: 23-10-2004 | "Chuck" in de Vlaamse Ultratop 50 Alternatieve albums - binnen: 23-10-2004 | "Chuck" in de Vlaamse Ultratop 50 Alternatieve albums - binnen: 23-10-2004 |
| Week                                                                       | 1                                                                          | 2                                                                          |
| -------------------------------------------------------------------------- | -------------------------------------------------------------------------- | -------------------------------------------------------------------------- |
| Nummer                                                                     | 98                                                                         | 84                                                                         |